# بروزلی
longitudeبروزلیlatitudeبروزلی
بروزلی (به انگلیسی: Broseley) یک شهرک در بریتانیا است که در انگلستان واقع شده‌است.

## خصوصیات
بروزلی ۴٬۹۱۲ نفر جمعیت دارد.